# Sergei Alexandrowitsch Schargunow

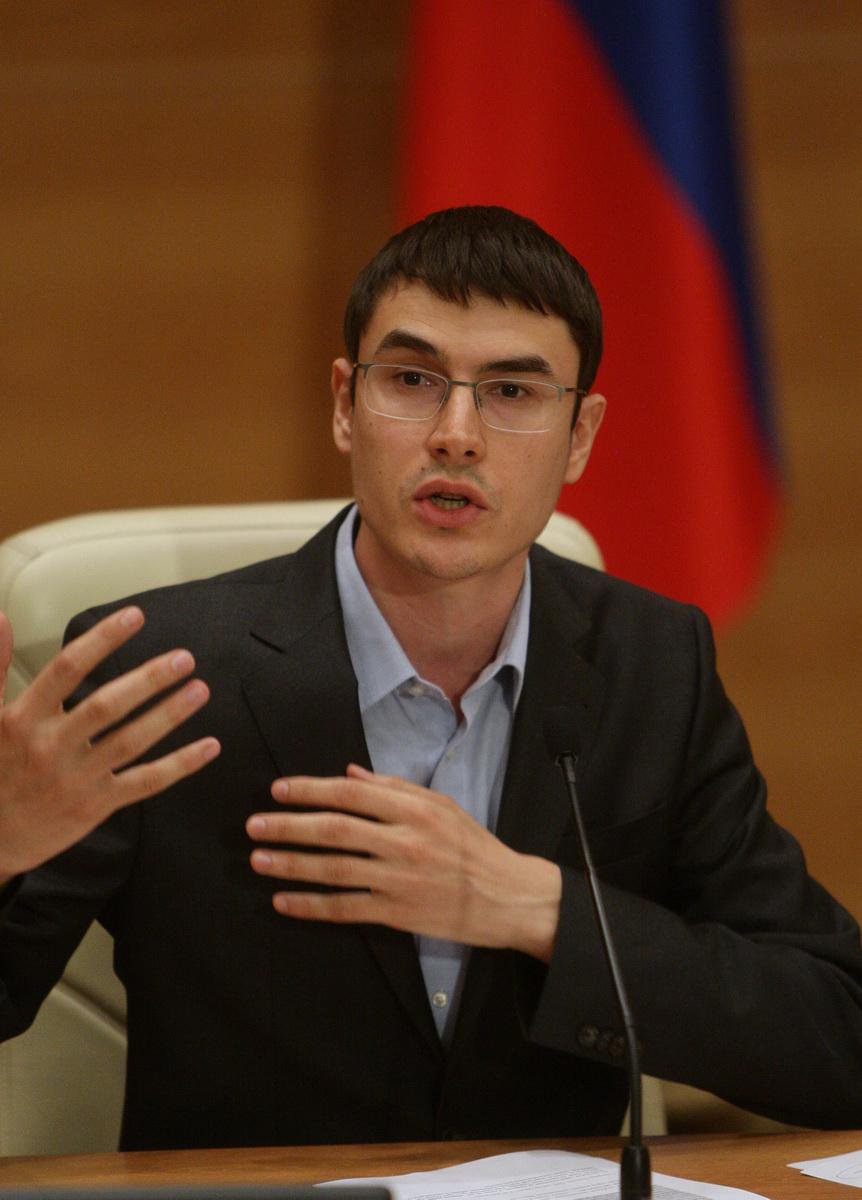
Sergei Schargunow, 2015

Sergei Alexandrowitsch Schargunow (russisch Сергей Александрович Шаргунов, wiss. Transliteration Sergej Aleksandrovič Šargunov; * 12. Mai 1980 in Moskau) ist ein russischer Schriftsteller.

## Leben
Er studierte in Moskau Journalistik und ist Literaturkritiker von Zeitungen wie Nowy Mir und Nesawisimaja Gaseta. Nach eigenen Angaben schrieb er schon im Alter von zwei Jahren sein erstes Gedicht. 2001 wurde er für seinen Erstlingsroman Zwei Inseln mit dem russischen Debüt-Preis ausgezeichnet, sein Preisgeld stiftete er dem inhaftierten Schriftsteller Eduard Limonow.
Schargunow zählt neben Autoren wie Irina Deneschkina zu den „neuen Realisten“ der russischen Literatur und schreibt über den Alltag der heutigen Jugend in Russland. Anders als Deneschkina schlägt er dabei durchaus kritische Töne an und fordert die Jugend zum Protest auf. Selbst grenzt er sich scharf von seinen Kollegen ab. Er wirft ihnen ein „immergleiches Schema“ vor und bezeichnet ihre Werke als „Abgründe schamloser Schreibwut“.
Schargunow war Mitglied der regierungsnahen Partei Gerechtes Russland und sollte bei den Parlamentswahlen 2007 ursprünglich auf einem der vorderen Listenplätze für die Duma kandidieren. Auf Druck aus dem Umfeld des russischen Präsidenten Wladimir Putin hin wurde seine Aufstellung jedoch zurückgenommen, da er sich mehrfach negativ über Putin geäußert und ihn unter anderem als „Totengräber des Landes“ bezeichnet hatte. Später wurde Schargunow aus der Partei ausgeschlossen.
Bei den Wahlen 2016 zog er als Kandidat der Kommunistischen Partei der Russischen Föderation, deren Mitglied er mittlerweile geworden war, in die Duma ein.

## Werke

### 1993
Im Jahr 2013 veröffentlichte Schargunow das Buch 1993. Das Buch beginnt im Jahr 1993, in der Zeit nach der Perestrojka, es handelt sich um eine Familienchronik, die mit historischen Untersuchungen verknüpft ist. Im titelgebenden Jahr ist beinahe Bürgerkrieg im Zentrum von Moskau; in dieser Zeit der großen Hoffnungen und großen Erschütterungen befinden sich sie und er auf unterschiedlichen Seiten der Barrikaden. Die Geschichte einer Familie wird plötzlich zur Geschichte des ganzen Landes. 